# Lijst van dorpen in Kastamonu
Onderstaande lijst bevat alle dorpen in de Turkse provincie Kastamonu. De lijst is verdeeld per district.

## Abana
- Akçam
- Altıkulaç
- Çampınar
- Denizbükü
- Elmaçukuru
- Göynükler
- Kadıyusuf
- Yakabaşı
- Yemeni
- Yeşilyuva

## Ağlı
- Adalar
- Akçakese
- Akdivan
- Bereketli
- Fırıncık
- Gölcüğez
- Kabacı
- Müsellimler
- Oluközü
- Selmanlı
- Tunuslar
- Turnacık
- Yeşilpınar

## Araç
- Ahatlar
- Akgeçit
- Akincilar
- Aksu
- Aktaş
- Alakaya
- Alinören
- Aşaği İkizören
- Aşağiçobanözü
- Aşağiilipinar
- Aşağioba
- Aşağiyazi
- Avlacik
- Avlağiçayiri
- Bahçecik
- Balçikhisar
- Başköy
- Bektüre
- Belen
- Belkavak
- Buğdam
- Celepler
- Cevizlik
- Çalköy
- Çamalti
- Çavuşköy
- Çaykaşi
- Çerçiler
- Çöplüce
- Çubukludere
- Çukurpelit
- Damla
- Değirmençay
- Dereçati
- Deretepe
- Doğanca
- Doğanpinar
- Doruk
- Ekinözü
- Erekli
- Eskiiğdir
- Findikli
- Gemi
- Gergen
- Gökçeçat
- Gökçesu
- Gölcük
- Gülükler
- Güzlük
- Haliloba
- Hanözü
- Hatipköy
- Huruçören
- İğdir
- İğdirkişla
- İhsanli
- Karacalar
- Karacik
- Karakaya
- Karcilar
- Kavacik
- Kavakköy
- Kayabaşi
- Kayaboğazi
- Kayaören
- Kemerler
- Kişlaköy
- Kiyan
- Kiyidibi
- Kizilören
- Kizilsaray
- Kirazli
- Kovanli
- Köklüdere
- Köklüyurt
- Köseköy
- Muratli
- Müslimler
- Okçular
- Okluk
- Olucak
- Oycali
- Ömersin
- Özbel
- Palazlar
- Pelitören
- Pinarören
- Recepbey
- Saltuklu
- Samatlar-Bucak Merkezi
- Sarihaci
- Sarpun
- Serdar
- Siragömü
- Sofçular
- Susuz-Bucak Merkezi
- Sümenler
- Şehrimanlar
- Şenyurt
- Şiringüney
- Taşpinar
- Tatlica
- Tavşanli
- Tellikoz
- Terke
- Tokatli
- Toygaören
- Tuzakli
- Uğruköy
- Üçpinar
- Yenice
- Yeşilova
- Yukari İkizören
- Yukariçobanözü
- Yukarigüney
- Yukariilipinar
- Yukarioba
- Yukariyazi
- Yurttepe

## Azdavay
- Ahat
- Akçaçam
- Alacik
- Aliköy
- Arslanca
- Bakirci
- Başakçay
- Başören
- Çakiroğlu
- Çamlibük
- Çoçukören
- Çömlektepe
- Derelitekke
- Dereyücek
- Evlek
- Gecen
- Göktaş
- Gültepe
- Gümürtler
- Hidirlar
- Hocaköy
- Kanlidağ
- Karahalililar
- Karakuşlu
- Kayabaşi
- Kayaoğlu
- Kerpiçlik
- Kircalar
- Kirmaci
- Kolca
- Kozluören
- Kurtçular
- Maden
- Maksutköy
- Mehmetçelebi
- Sabuncular
- Sada
- Samanci
- Sarayköy
- Sarniçköy
- Siraköy
- Söğütpinar
- Tasköy
- Tomrukköy
- Topuk
- Üyük
- Yeşilköy
- Yumacik
- Zümrüt

## Bozkurt
- Alantepe
- Ambarcilar
- Bayramgazi
- Beldeğirmen
- Çiçekyayla
- Darsu
- Dursunköy
- Görentaş
- Güngören
- Günvakti
- Işiğan
- İbrahimköy
- İnceyazi
- Kayalar
- Kestanesökü
- Keşlik
- Kizilcaelma
- Kirazsökü
- Kocaçam
- Koşmapinar
- Köseali
- Kutluca
- Mamatlar
- Ortasökü
- Sakizcilar
- Sariçiçek
- Şeyhoğlu
- Tezcan
- Uluköy
- Yakaören
- Yaşarli
- Yaylatepe

## Cide
- Abdulkadir
- Ağaçbükü
- Akbayir
- Akça
- Alayazi
- Alayüz
- Aydincik
- Bağyurdu
- Baltaci
- Başköy
- Beltepe
- Beşevler
- Çakirli
- Çamalti
- Çamdibi
- Çataloluk
- Çayüstü
- Çayyaka
- Çilekçe
- Çukurçal
- Denizkonak
- Derebağ
- Derebucaği
- Doğankaya
- Döngelce
- Düzköy
- Emirler
- Gebeş
- Gökçeler
- Gökçeören Köyü
- Gündoğan
- Günebakan
- Güzelyayla
- Haciahmet
- Hamitli
- Himmetbeşe
- Irmakköy
- İlyasbey
- İsaköy
- İshakça
- Kalafat
- Kapisuyu
- Karakadi
- Kasimköy
- Kayaardi
- Kazanli
- Kethüda
- Kezağzi
- Kiranlikoz
- Kirci
- Koçlar
- Konuklar
- Kovanören
- Köseli
- Kumköy
- Kumluca
- Kuşçu
- Kuşkayasi
- Mencekli
- Menük
- Musaköy
- Nanepinari
- Okçular
- Olucak
- Ortaca
- Ovacik
- Öveçler
- Pehlivanli
- Sakalli
- Sirakaya
- Sipahi
- Sofular
- Soğucak
- Şenköy
- Tarakçi
- Toygarli
- Uğurlu
- Üçağil
- Velioğlu
- Yalçinköy
- Yaylaköy
- Yenice
- Yeniköy
- Yildizalan
- Yurtbaşi

## Çatalzeytin
- Arica
- Aşağisökü
- Canlar
- Celaller
- Çağlar
- Çatak
- Çepni
- Çubuklu
- Dağköy
- Doğanköy
- Duran
- Epçeler
- Findikli
- Güneşler
- Hacireis
- Hacireissökü
- Hamidiye
- İsmailköy
- Karacakaya
- Kaşlica
- Kavakli
- Kavakören
- Kayadibi
- Kaymazlar
- Kizilcakaya
- Kirazli
- Konakli
- Kozsökü
- Köklüce
- Kuğuköy
- Kulfallar
- Paşali
- Piri
- Samanci
- Saraçlar
- Sirakonak
- Sökü
- Yemişli
- Yenibeyler
- Yukarisökü
- Yunuslar

## Daday
- Akilçalman
- Akpinar
- Aktaştekke
- Alipaşa
- Arabacilar
- Bağişlar
- Bastak
- Bayirköy
- Bayramli
- Beykoz
- Bezirgan
- Bolatlar
- Boyalica
- Boyalilar
- Budakli
- Çamkonak
- Çamlibel
- Çavuşlu
- Çayirli
- Çayözü
- Çömlekçiler
- Davutköy
- Değirmencik
- Değirmenözü
- Demirce
- Dereköy
- Dereözü
- Elmayazi
- Ertaş
- Fasillar
- Gökören
- Görük
- Hasanağa
- Hasanşeyh
- İnciğez
- Kapakli
- Karaağaç
- Karacaağaç
- Karacaören
- Karamik
- Kavakyayla
- Kayabaği
- Kayi
- Kizilörencik
- Kizsini
- Koççuğaz
- Köşeler
- Küten
- Okluk
- Örencik
- Sariçam
- Sarpun
- Selalmaz
- Siyahlar
- Sorkun
- Sorkuncuk
- Tüfekçi
- Uzbanlar
- Üyükören
- Yazicameydan

## Devrekani
- Ahlatçik
- Akçapinar
- Akdoğan
- Akmescit
- Alaçay
- Alçilar
- Alinören
- Arslanbey
- Asarcik
- Balabanlar
- Balticak
- Başakpinar
- Başakpinartepe
- Belovacik
- Binkildayik
- Bozarmut
- Bozkoca
- Bozkocatepe
- Çatak
- Çavuşlu
- Çontay
- Çorbaci
- Çörekçi
- Doğuörcünler
- Elmalitekke
- Erenler
- Fakilar
- Göynükören
- Habeşli
- Hasirli
- İnciğez
- Kadioğlu
- Kanliabat
- Karaçam
- Karayazicilar
- Kasaplar
- Kinik
- Kizacik
- Kurtköy
- Kuzköy
- Laçin
- Örenbaşi
- Pinarözü
- Saraydurak
- Sariyonca
- Sarpinalinca
- Selahattinköy
- Sinantekke
- Şenlik
- Şeyhbali
- Tekkekizillar
- Ulamiş
- Yazibelen
- Yazihisar

## Doğanyurt
- Akçabel
- Aşağimescit
- Baldiran
- Başköy
- Belyaka
- Boğazcik
- Çakirli
- Dağyurdu
- Danişman
- Demirci
- Denizbükü
- Denizgörülen
- Düz
- Düzağaç
- Gökçe
- Gözalan
- Haskavak
- Kayran
- Köfünambari
- Küçüktepe
- Ortaburun
- Şirin
- Taşlipinar
- Yassikişla
- Yukarimescit

## Hanönü
- Akçasu
- Bağdere
- Bölükyazi
- Çakirçay
- Çaybaşi
- Demircimüezzin
- Gökbelen
- Gökçeağaç
- Halkabük
- Hocavakif
- Kavakköy
- Kayabaşi
- Küreçayi
- Sarialan
- Sirkeköy
- Yeniboyundurcak
- Yenice
- Yeniköy
- Yilanli
- Yukariçakirçayi

## İhsangazi
- Akkaya
- Akkirpi
- Bedirgeriş
- Belençal
- Bozarmut
- Çatalyazi
- Çiçekpinar
- Dağyolu
- Enbiya
- Görpe
- Hacioğlu
- Haydarlar
- Hocahacip
- İnciğez
- Kapakli
- Kayapinar
- Kizileller
- Koçcuğaz
- Obruk
- Örencik
- Saripinar
- Sünlük
- Yarişlar

## İnebolu
- Akçay
- Akgüney
- Akkonak
- Aktaş
- Alaca
- Aşağiçayli
- Atabeyli
- Ayva
- Ayvat
- Başköy
- Bayiralan
- Belen
- Belence
- Belören
- Beyler
- Çamdali
- Çamlica
- Çaydüzü
- Çaykiyi
- Çiçekyazi
- Çubuk
- Deliktaş
- Deresökü
- Dibek
- Dikili
- Doğanören
- Durupinar
- Erenyolu
- Erkekarpa
- Esenyurt
- Evrenye
- Göçkün
- Gökbel
- Gökçevre
- Güde
- Güneşli
- Haciibrahim
- Hacimehmet
- Hamitköy
- Hayrioğlu
- Hörmetli
- İkiyaka
- İkizler
- Kabalar
- Kabalarsökü
- Karabey
- Karşiyaka
- Kayaelmasi
- Keloğlu
- Korupinar
- Köroğlu
- Köseköy
- Kuzluk
- Musaköy
- Örtülü
- Özbaşi
- Özlüce
- Sakalar
- Salicioğlu
- Soğukpinar
- Sökü
- Şamali
- Şamaoğlu
- Şeyhömer
- Taşburun
- Taşoluk
- Toklukaya
- Uğrak
- Uluköy
- Uluyol
- Üçevler
- Üçlüce
- Yakaboyu
- Yamaç
- Yaztepe
- Yeşilöz
- Yolüstü
- Yukariçayli
- Yukariköy
- Yunusköy
- Yuvacik

## Küre
- Afşargüney
- Afşarimam
- Ahmetbeşe
- Alacik
- Avcipinar
- Belören
- Beşören
- Beyalan
- Bürüm
- Cambaz
- Camili
- Çatak
- Çatköy
- Çaybükü
- Ersizler
- Ersizlerdere
- Güllüce
- Güneyköy
- İğdir
- İkizciler
- İmrali
- Karadonu
- Karaman
- Kayadibi
- Kesepinar
- Koyunkirtik
- Kozköy
- Kösreli
- Köstekçiler
- Sarpun
- Sipahiler
- Taşpinar
- Topçu
- Uzunöz

## Kastamonu
- Ahlatçik
- Ahlatköy
- Ahmetbey
- Akçakese
- Akçataş
- Akdoğan
- Aksinir
- Alçicilar
- Alpağut
- Alparslan
- Alpi
- Ariz
- Aşaği İsmailli/Kuzyaka
- Aşağiakça
- Aşağibatak
- Aşağielyakut
- Aşağiyuva
- Ayvalar
- Bahadir
- Ballik
- Baltaci
- Baltacikuyucaği
- Başköy
- Başören
- Bayindir
- Bostanköy
- Bozoğlak
- Budamiş
- Bulacik
- Burhanli
- Bükköy
- Bürme
- Cambaz
- Cebeci
- Civciler
- Çakilli
- Çatalçam
- Çatören
- Çavundur
- Çavundur/Kuzyaka
- Çerçiköy
- Çevreli
- Çibanköy
- Çiğil
- Çorumlu
- Damlaçay
- Daribükü
- Dayilar
- Demirci
- Dereberçin
- Dereköy
- Dokuzkat
- Dursunlar
- Duruçay
- Eceoğlu
- Elmayakasi
- Emirköy
- Emirler/Kuzyaka
- Emirler/Merkez
- Emirli
- Esenler
- Esenli
- Eşen
- Etyemez
- Evciler
- Eymir
- Gelinören
- Geyikli
- Girdalli
- Göcen
- Gödel
- Gökçekent
- Gökçukur
- Gölköy
- Gömeç
- Gömmece
- Gülef
- Hacibey
- Haciilyas
- Haciköy
- Hacimuharrem
- Hacişaban
- Haciyusuf
- Halaçli
- Halife
- Halifekuyucaği
- Hamitköy
- Hasköy
- Hatipköy
- Hatipli
- Hatipoğlu
- Haydarlar
- Hocaköy
- Hüseyinli
- İbişler
- İbrahimli
- İmamköy
- İnceboğaz
- İslamköy
- Kadioğlu
- Karaçomak
- Karaevli
- Karakuz
- Karamukmolla
- Karaş
- Kasaba
- Kasabaörencik
- Kaşçilar
- Kavakköy
- Kavalca
- Kayali
- Kayi
- Kemerler
- Keremli
- Kircalar
- Kirik
- Kirişoğlu
- Kiyik
- Kiyik
- Kizilkese
- Kirenli
- Konukça
- Koruköy
- Köklü
- Köseoğlu
- Kurtgömeç
- Kurtkayi
- Kurucaören
- Kurusaray
- Kuşkara
- Kuzyaka-Bucak Merkezi
- Küçüksu
- Mescitköy
- Mollaköy
- Musallar
- Nalcikuyucaği
- Numanlar
- Obruk
- Oğulköy
- Omcular
- Ortaboğaz
- Ortaköy
- Ömerli
- Örencik
- Örenyeri
- Pehlivanköy
- Sada
- Sahip
- Sapaca
- Saraycik
- Sarica
- Sariömer
- Seremettin
- Sirasöğütler
- Sipahi
- Subaşi
- Sulusökü
- Şeyhköy
- Talipler
- Tarlatepe
- Taşlik
- Tekke
- Tepeharman
- Terziköy
- Uzunoluk
- Ümit
- Üyücek
- Yaka-Bucak Merkezi
- Yarören
- Yenikavak
- Yilanci
- Yolkonak
- Yukari İsmailli/Akkaya
- Yukaribatak
- Yukarielyakut
- Yukarikuyucak
- Yunusköy
- Yürekveren

## Pinarbaşi
- Aşağiaktaş
- Başköy
- Boğazkaya
- Çalkaya
- Çamkişla
- Çavuşköy
- Çengel
- Demirtaş
- Dizdarli
- Esentepe
- Gümberi
- Hocalar
- Ilica
- Kalayci
- Kapanci
- Karacaören
- Karafasil
- Kayabükü
- Kerte
- Kurtlugelik
- Mirahor
- Muratbaşi
- Savaş
- Sümenler
- Urva
- Uzla
- Uzunçam
- Üyükören
- Yamanlar
- Yukariaktaş

## Seydiler
- Çerçiler
- Çirdak
- Çiğilerik
- Emreler
- Ericek
- İmrenler
- İncesu
- Karaçavuş
- Kepez
- Mancilik
- Odabaşi
- Sabuncular
- Şalgam
- Üyük
- Yolyaka

## Şenpazar
- Alancik
- Aşikli
- Aybasan
- Az.Kalayci
- Başçavuş
- Büyükmutlu
- Celalli
- Dağli
- Demirkaya
- Dereköy
- Dördül
- Edeler
- Firincik
- Gürleyik
- Gürpelit
- Harmangeriş
- Himmet
- Küçükmutlu
- Salman
- Sefer
- Tepecik
- Uzunyol
- Yarimca

## Taşköprü
- Abay
- Abdalhasan
- Afşar
- Akçakese
- Akdeğirmen
- Akdoğan
- Akdoğantekke
- Akseki
- Alamabatak
- Alamakayiş
- Alamaşişli
- Alasökü
- Alatarla
- Alibeşe
- Alisaray
- Armutlu
- Arslanli
- Aşağiçayircik
- Aşağiçit
- Aşağiemerce
- Aşağişehirören
- Ayvali
- Badembekdemir
- Bademci
- Bekdemirekşi
- Bekirli
- Beyköy
- Boyundurcak
- Bozarmut
- Böcü
- Bükköy
- Celep
- Çambaşi
- Çaycevher
- Çaykirpi
- Çaylaklar
- Çekiç
- Çetmi
- Çevik
- Çiftkiran
- Çiftlik
- Çit
- Çoroğlu
- Çördük
- Dağbelören
- Derebeysibey
- Derekaraağaç
- Dereköy
- Dilek
- Donalar
- Doymuş
- Duruca
- Erik
- Ersil
- Esenlik
- Eskiatça
- Eskioğlu
- Garipşah
- Gündoğdu
- Güneykalinkese
- Haciali
- Hamzaoğlu
- Hasanli
- Hocaköy
- İmamoğlu
- İncesu
- Kabalar
- Kadiköy
- Kapakli
- Karacakaya
- Karacaoğlu
- Karadedeoğlu
- Karapürçek
- Karniaçik
- Karşiköy
- Kayadibi
- Kayapinar
- Kayginca
- Kese
- Kiliçli
- Kiran
- Kirha
- Kizilcaören
- Kizilcaörhen
- Kizilkese
- Kirazcik
- Koçanli
- Kornapa
- Köçekli
- Kuylus
- Kuzkalinkese
- Küçüksü
- Masatlar
- Obrucak
- Olukbaşi
- Ortaköy
- Ortaöz
- Oymaağaçseki
- Ömerli
- Örhen
- Örhenli
- Paşaköy
- Pirahmetli
- Samanliören
- Sarikavak
- Sariseki
- Sarpun
- Şahinçati
- Şehirören
- Taşçilar
- Tavukçuoğlu
- Tekeoğlu
- Tepedelik
- Tokaş
- Urganci
- Uzunkavak
- Vakifbelören
- Yavuç
- Yavuçkuyucaği
- Yazihamit
- Yeniler
- Yeşilyurt
- Yoğunoluk
- Yukariçayircik
- Yukariemerce
- Yukarişehirören

## Tosya
- Ahmetoğlu
- Akbük
- Akseki
- Aşağiberçin
- Aşağidikmen
- Aşağikayi
- Bayat
- Bürnük
- Büyük Sekiler
- Büyükkizilca
- Çakirlar
- Çaybaşi
- Çaykapi
- Çeltikçi
- Çepni
- Çevlik
- Çifter
- Çukurköy
- Dağardi
- Dağçataği
- Dedem
- Ekincik
- Ermelik
- Gökçeöz
- Gökomuz
- Gövrecik
- İncebel
- Karabey
- Karasapaça
- Kargin
- Kayaönü
- Keçeli
- Kinik
- Kilkuyu
- Kösen
- Kuşçular
- Küçükkizilca
- Küçüksekiler
- Mismilağaç
- Musaköy
- Ortalica Fatih Mahalesi
- Ortalica Yavuz Mahallesi
- Özboyu
- Sapaca
- Sevinçören
- Sofular
- Suluca
- Şarakman
- Yağcilar
- Yenidoğan
- Yukariberçin
- Yukaridikmen
- Yukarikayi
- Zincirlikuyu